# James Crafts
James Mason Crafts (8 de marzo de 1839 - 20 de junio de 1917) fue un químico estadounidense, conocido principalmente por el desarrollo de la alquilación de Friedel-Crafts y de las reacciones de acilación junto a Charles Friedel en 1876.

## Biografía
James Crafts nació en Boston, Massachusetts y se graduó de la Universidad de Harvard en 1858. Aunque nunca obtuvo el doctorado, estudió química en Alemania en la Academia de Minas de la Universidad de Friburgo (1859) en Friburgo, Sajonia, y trabajó como asistente de Robert Bunsen en la Universidad de Heidelberg, y luego con Charles-Adolphe Wurtz en la Universidad de París (1861).
Fue en París donde Crafts se reunió por primera vez con Charles Friedel, con quien más tarde llevó a cabo algunas de sus investigaciones más exitosas. Crafts regresó a los Estados Unidos en 1865. En 1868, fue nombrado primer profesor de química en la recién fundada Universidad Cornell de Ithaca, Nueva York, donde permaneció hasta 1870.
Durante los siguientes cuatro años Crafts ejercióó como profesor de química en el Instituto Tecnológico de Massachusetts, pero en 1874 obtuvo una licencia, junto a Charles Friedel de París, y se dedicó exclusivamente a la investigación científica. A su segunda vuelta a los Estados Unidos, en 1891, Crafts se convirtió en profesor de química orgánica en el Instituto Tecnológico de Massachusetts (1892-97), donde también ejerció el puesto de presidente desde 1898 hasta 1900. En 1900, Crafts renunció a la presidencia, y volvió de nuevo a la investigación de problemas de química orgánica y química física.

## Trabajo científico
Las investigaciones de Crafts se desarrollaron en gran medida en el campo de la química orgánica, pero su nombre está relacionado también con muchos logros interesantes en la física y química física. Inventó un nuevo termómetro de hidrógeno; midió las densidades del yodo a temperaturas muy altas; demostró una regularidad interesante en la variación de los puntos de ebullición con la presión externa para sustancias químicamente afines; preparó una serie de nuevos compuestos del elemento silicio, que son interesantes debido a su semejanza química con los compuestos correspondientes de carbono, y también preparó nuevos compuestos de arsénico. Pero su logro más importante fue el descubrimiento, junto con Friedel, de uno de los más fructíferos métodos de síntesiss en química orgánica.
Cientos de compuestos de carbonos han sido sintetizados mediante este método (Nueva Enciclopedia Internacional), que se basa en la acción catalítica del cloruro de aluminio.

## Reconocimientos
En reconocimiento de los servicios a la ciencia de Crafts, el Gobierno francés le hizo caballero de la Legión de Honor (1885), y la Asociación Británica para el Avance de la Ciencia le hizo uno de sus miembros correspondientes. La Universidad de Harvard le otorgó el grado honorífico de Doctor en Leyes (LL. D.) en 1898.
La entrada Crafts en el dormitorio del edificio Senior House del MIT recibe ese nombre en su honor.

## Selección de escritos
- Una lista de los escritos de Crafts, cronológicamente ordenados, se muestra en la biografía de Cross[3]

- Qualitative Analysis (1869, y varias ediciones posteriores)